# چه آدامز
چه آدامز (انگلیسی: Che Adams) بازیکن فوتبال انگلیسی است.